# Eleições parlamentares europeias de 2009 no distrito de Leiria
| Eleições parlamentares europeias de 2009 em Portugal Distritos: Aveiro \| Beja \| Braga \| Bragança \| Castelo Branco \| Coimbra \| Évora \| Faro \| Guarda \| Leiria \| Lisboa \| Portalegre \| Porto \| Santarém \| Setúbal \| Viana do Castelo \| Vila Real \| Viseu \| Açores \| Madeira \| Estrangeiro |

## Resultados por concelho
Os resultados nos concelhos do Distrito de Leiria foram os seguintes:

### Alcobaça
| Partido                 | Partido                        | Votos  | %               | +/-   |
| ----------------------- | ------------------------------ | ------ | --------------- | ----- |
|                         | Partido Social Democrata       | 7 317  | 38,46 / 100,00  | -     |
|                         | Partido Socialista             | 4 123  | 21,67 / 100,00  | 16,09 |
|                         | Bloco de Esquerda              | 1 726  | 9,07 / 100,00   | 5,17  |
|                         | Partido Popular                | 1 634  | 8,59 / 100,00   | -     |
|                         | Coligação Democrática Unitária | 1 143  | 6,01 / 100,00   | 1,16  |
|                         | Movimento Esperança Portugal   | 407    | 2,14 / 100,00   | Novo  |
|                         | Outros                         | 663    | 3,48 / 100,00   |       |
| Votos Inválidos         | Votos Inválidos                | 2 012  | 10,58 / 100,00  | 4,84  |
| Total                   | Total                          | 19 025 | 100,00 / 100,00 |       |
| Eleitorado/Participação | Eleitorado/Participação        | 49 864 | 38,15 / 100,00  | 0,29  |

| Freguesia                 | %     | %     | %     | %     | %     | %    | Votantes |
| Freguesia                 | PSD   | PS    | BE    | PP    | CDU   | MEP  | Votantes |
| ------------------------- | ----- | ----- | ----- | ----- | ----- | ---- | -------- |
| Alcobaça                  | 32,75 | 21,41 | 10,48 | 11,54 | 9,07  | 2,17 | 1 985    |
| Alfeizerão                | 44,95 | 20,91 | 8,85  | 7,77  | 3,04  | 1,61 | 1 119    |
| Aljubarrota (Prazeres)    | 21,56 | 31,87 | 11,55 | 8,02  | 10,88 | 2,10 | 1 048    |
| Aljubarrota (São Vicente) | 58,01 | 11,42 | 5,49  | 6,38  | 3,41  | 1,48 | 674      |
| Alpedriz                  | 23,44 | 31,25 | 10,16 | 4,69  | 6,64  | 2,34 | 256      |
| Bárrio                    | 32,18 | 29,81 | 8,20  | 7,26  | 8,68  | 1,89 | 634      |
| Benedita                  | 45,21 | 13,79 | 8,03  | 10,10 | 2,58  | 4,27 | 3 139    |
| Cela                      | 43,00 | 21,99 | 6,51  | 6,41  | 7,00  | 1,18 | 1 014    |
| Coz                       | 25,55 | 30,58 | 8,86  | 7,68  | 8,71  | 1,03 | 677      |
| Évora de Alcobaça         | 47,91 | 18,93 | 5,86  | 8,24  | 2,58  | 1,48 | 1 553    |
| Maiorga                   | 17,12 | 37,12 | 11,37 | 5,75  | 12,81 | 1,31 | 765      |
| Martingança               | 29,61 | 24,75 | 11,97 | 7,91  | 7,91  | 1,83 | 493      |
| Montes                    | 30,99 | 31,29 | 4,97  | 14,91 | 4,68  | 1,75 | 342      |
| Pataias                   | 24,01 | 29,45 | 14,31 | 6,92  | 9,93  | 1,83 | 1 691    |
| São Martinho do Porto     | 35,01 | 21,01 | 15,85 | 10,07 | 5,65  | 1,11 | 814      |
| Turquel                   | 51,43 | 13,26 | 5,80  | 10,26 | 2,47  | 2,66 | 1 501    |
| Vestiaria                 | 26,61 | 31,05 | 6,85  | 7,46  | 9,48  | 1,21 | 496      |
| Vimeiro                   | 64,68 | 11,17 | 3,03  | 9,83  | 2,18  | 1,09 | 824      |
| Alcobaça                  | 38,46 | 21,67 | 9,07  | 8,59  | 6,01  | 2,14 | 19 025   |

### Alvaiázere
| Partido                 | Partido                        | Votos | %               | +/-  |
| ----------------------- | ------------------------------ | ----- | --------------- | ---- |
|                         | Partido Social Democrata       | 1 829 | 64,93 / 100,00  | -    |
|                         | Partido Socialista             | 352   | 12,50 / 100,00  | 7,67 |
|                         | Partido Popular                | 208   | 7,38 / 100,00   | -    |
|                         | Bloco de Esquerda              | 90    | 3,19 / 100,00   | 1,32 |
|                         | Coligação Democrática Unitária | 61    | 2,17 / 100,00   | 1,24 |
|                         | Movimento Esperança Portugal   | 31    | 1,10 / 100,00   | Novo |
|                         | Outros                         | 60    | 2,13 / 100,00   |      |
| Votos Inválidos         | Votos Inválidos                | 186   | 6,60 / 100,00   | 2,25 |
| Total                   | Total                          | 2 817 | 100,00 / 100,00 |      |
| Eleitorado/Participação | Eleitorado/Participação        | 7 632 | 36,91 / 100,00  | 2,21 |

| Freguesia           | %     | %     | %     | %    | %    | %    | Votantes |
| Freguesia           | PSD   | PS    | PP    | BE   | CDU  | MEP  | Votantes |
| ------------------- | ----- | ----- | ----- | ---- | ---- | ---- | -------- |
| Almoster            | 68,75 | 14,80 | 4,93  | 2,63 | 2,63 | 0,99 | 304      |
| Alvaiázere          | 58,79 | 13,03 | 9,77  | 4,72 | 2,28 | 2,12 | 614      |
| Maçãs de Caminho    | 57,52 | 12,42 | 12,42 | 2,61 | 1,96 | 1,96 | 153      |
| Maçãs de Dona Maria | 64,38 | 12,47 | 8,90  | 2,47 | 1,64 | 0,41 | 730      |
| Pelmá               | 71,92 | 8,20  | 6,62  | 2,21 | 2,21 | 0,63 | 317      |
| Pussos              | 66,36 | 14,15 | 4,64  | 4,41 | 3,25 | 0,70 | 431      |
| Rego da Murta       | 69,78 | 11,19 | 2,99  | 1,87 | 1,12 | 1,49 | 268      |
| Alvaiázere          | 64,93 | 12,50 | 7,38  | 3,19 | 2,17 | 1,10 | 2 817    |

### Ansião
| Partido                 | Partido                        | Votos  | %               | +/-   |
| ----------------------- | ------------------------------ | ------ | --------------- | ----- |
|                         | Partido Social Democrata       | 2 764  | 53,90 / 100,00  | -     |
|                         | Partido Socialista             | 1 033  | 20,14 / 100,00  | 12,51 |
|                         | Partido Popular                | 387    | 7,55 / 100,00   | -     |
|                         | Bloco de Esquerda              | 255    | 4,97 / 100,00   | 3,44  |
|                         | Coligação Democrática Unitária | 116    | 2,26 / 100,00   | 0,84  |
|                         | Movimento Esperança Portugal   | 62     | 1,21 / 100,00   | Novo  |
|                         | Outros                         | 144    | 2,81 / 100,00   |       |
| Votos Inválidos         | Votos Inválidos                | 367    | 7,16 / 100,00   | 2,32  |
| Total                   | Total                          | 5 128  | 100,00 / 100,00 |       |
| Eleitorado/Participação | Eleitorado/Participação        | 12 901 | 39,75 / 100,00  | 0,88  |

| Freguesia              | %     | %     | %    | %    | %    | %    | Votantes |
| Freguesia              | PSD   | PS    | PP   | BE   | CDU  | MEP  | Votantes |
| ---------------------- | ----- | ----- | ---- | ---- | ---- | ---- | -------- |
| Alvorge                | 59,58 | 17,92 | 8,13 | 2,50 | 1,67 | 1,46 | 480      |
| Ansião                 | 42,04 | 26,99 | 7,20 | 7,96 | 4,19 | 1,08 | 930      |
| Avelar                 | 41,48 | 27,44 | 6,37 | 7,28 | 2,60 | 1,17 | 769      |
| Chão de Couce          | 54,82 | 18,12 | 9,29 | 3,95 | 1,51 | 2,09 | 861      |
| Lagarteira             | 65,56 | 18,67 | 4,56 | 1,24 | 0,83 | 0,83 | 241      |
| Pousaflores            | 62,39 | 13,26 | 8,48 | 4,57 | 2,17 | 0,87 | 460      |
| Santiago da Guarda     | 62,17 | 15,35 | 7,46 | 4,16 | 1,61 | 0,93 | 1 179    |
| Torre de Vale de Todos | 56,73 | 20,19 | 6,73 | 2,88 | 2,40 | 0,48 | 208      |
| Ansião                 | 53,90 | 20,14 | 7,55 | 4,97 | 2,26 | 1,21 | 5 128    |

### Batalha
| Partido                 | Partido                        | Votos  | %               | +/-   |
| ----------------------- | ------------------------------ | ------ | --------------- | ----- |
|                         | Partido Social Democrata       | 2 731  | 45,46 / 100,00  | -     |
|                         | Partido Socialista             | 864    | 14,38 / 100,00  | 12,07 |
|                         | Partido Popular                | 733    | 12,20 / 100,00  | -     |
|                         | Bloco de Esquerda              | 537    | 8,94 / 100,00   | 5,77  |
|                         | Coligação Democrática Unitária | 144    | 2,40 / 100,00   | 1,03  |
|                         | Movimento Esperança Portugal   | 89     | 1,48 / 100,00   | Novo  |
|                         | Outros                         | 251    | 4,18 / 100,00   |       |
| Votos Inválidos         | Votos Inválidos                | 658    | 10,95 / 100,00  | 4,31  |
| Total                   | Total                          | 6 007  | 100,00 / 100,00 |       |
| Eleitorado/Participação | Eleitorado/Participação        | 13 859 | 43,34 / 100,00  | 0,48  |

| Freguesia         | %     | %     | %     | %     | %    | %    | Votantes |
| Freguesia         | PSD   | PS    | PP    | BE    | CDU  | MEP  | Votantes |
| ----------------- | ----- | ----- | ----- | ----- | ---- | ---- | -------- |
| Batalha           | 38,35 | 16,53 | 13,42 | 11,55 | 2,89 | 1,50 | 2 735    |
| Golpilheira       | 45,08 | 15,12 | 11,98 | 8,84  | 2,28 | 1,14 | 701      |
| Reguengo do Fetal | 43,54 | 20,66 | 9,50  | 8,07  | 1,77 | 1,88 | 905      |
| São Mamede        | 58,34 | 7,14  | 11,76 | 5,16  | 1,98 | 1,38 | 1 666    |
| Batalha           | 45,46 | 14,38 | 12,20 | 8,94  | 2,40 | 1,48 | 6 007    |

### Bombarral
| Partido                 | Partido                        | Votos  | %               | +/-   |
| ----------------------- | ------------------------------ | ------ | --------------- | ----- |
|                         | Partido Social Democrata       | 1 330  | 30,73 / 100,00  | -     |
|                         | Partido Socialista             | 969    | 22,39 / 100,00  | 15,64 |
|                         | Partido Popular                | 510    | 11,78 / 100,00  | -     |
|                         | Coligação Democrática Unitária | 457    | 10,56 / 100,00  | 2,21  |
|                         | Bloco de Esquerda              | 408    | 9,43 / 100,00   | 5,69  |
|                         | Movimento Esperança Portugal   | 74     | 1,71 / 100,00   | Novo  |
|                         | PCTP/MRPP                      | 50     | 1,16 / 100,00   | 0,33  |
|                         | Outros                         | 118    | 2,73 / 100,00   |       |
| Votos Inválidos         | Votos Inválidos                | 412    | 9,52 / 100,00   | 4,95  |
| Total                   | Total                          | 4 328  | 100,00 / 100,00 |       |
| Eleitorado/Participação | Eleitorado/Participação        | 12 583 | 34,40 / 100,00  | 0,51  |

| Freguesia | %     | %     | %     | %     | %     | %    | %    | Votantes |
| Freguesia | PSD   | PS    | PP    | CDU   | BE    | MEP  | PCTP | Votantes |
| --------- | ----- | ----- | ----- | ----- | ----- | ---- | ---- | -------- |
| Bombarral | 26,87 | 22,84 | 8,57  | 13,38 | 12,44 | 2,14 | 0,99 | 1 913    |
| Carvalhal | 32,83 | 25,21 | 13,52 | 6,22  | 8,15  | 1,72 | 0,97 | 932      |
| Pó        | 35,83 | 23,75 | 18,33 | 8,33  | 4,58  | 0,42 | 1,25 | 240      |
| Roliça    | 31,50 | 21,12 | 13,13 | 12,53 | 5,85  | 1,19 | 1,79 | 838      |
| Vale Covo | 39,51 | 15,56 | 16,30 | 4,44  | 8,40  | 1,48 | 0,99 | 405      |
| Bombarral | 30,73 | 22,39 | 11,78 | 10,56 | 9,43  | 1,71 | 1,16 | 4 328    |

### Caldas da Rainha
| Partido                 | Partido                        | Votos  | %               | +/-   |
| ----------------------- | ------------------------------ | ------ | --------------- | ----- |
|                         | Partido Social Democrata       | 5 565  | 36,36 / 100,00  | -     |
|                         | Partido Socialista             | 3 211  | 20,98 / 100,00  | 18,50 |
|                         | Bloco de Esquerda              | 1 881  | 12,29 / 100,00  | 6,88  |
|                         | Partido Popular                | 1 529  | 9,99 / 100,00   | -     |
|                         | Coligação Democrática Unitária | 938    | 6,13 / 100,00   | 1,51  |
|                         | Movimento Esperança Portugal   | 299    | 1,95 / 100,00   | Novo  |
|                         | PCTP/MRPP                      | 153    | 1,00 / 100,00   | 0,35  |
|                         | Outros                         | 414    | 2,71 / 100,00   |       |
| Votos Inválidos         | Votos Inválidos                | 1 317  | 8,61 / 100,00   | 4,30  |
| Total                   | Total                          | 15 307 | 100,00 / 100,00 |       |
| Eleitorado/Participação | Eleitorado/Participação        | 43 970 | 34,81 / 100,00  | 0,56  |

| Freguesia                          | %     | %     | %     | %     | %    | %    | %    | Votantes |
| Freguesia                          | PSD   | PS    | BE    | PP    | CDU  | MEP  | PCTP | Votantes |
| ---------------------------------- | ----- | ----- | ----- | ----- | ---- | ---- | ---- | -------- |
| A dos Francos                      | 45,29 | 19,89 | 6,57  | 12,08 | 5,15 | 1,60 | 1,07 | 563      |
| Alvorninha                         | 48,17 | 18,12 | 4,93  | 11,81 | 3,44 | 2,06 | 0,80 | 872      |
| Caldas da Rainha (N. S. do Pópulo) | 32,47 | 22,34 | 14,21 | 10,28 | 6,72 | 2,36 | 0,76 | 4 611    |
| Caldas da Rainha (Santo Onofre)    | 25,94 | 24,01 | 17,20 | 8,50  | 9,94 | 1,75 | 1,79 | 2 907    |
| Carvalhal Benfeito                 | 58,82 | 10,34 | 4,06  | 10,75 | 2,64 | 1,01 | 0,41 | 493      |
| Coto                               | 30,89 | 27,56 | 12,00 | 8,67  | 6,22 | 1,78 | 1,56 | 450      |
| Foz do Arelho                      | 36,18 | 22,81 | 13,59 | 8,06  | 4,84 | 2,07 | 0,46 | 434      |
| Landal                             | 61,41 | 12,71 | 5,18  | 8,94  | 1,41 | 0,47 | 0,71 | 425      |
| Nadadouro                          | 36,28 | 15,93 | 13,44 | 13,05 | 6,33 | 1,73 | 0,58 | 521      |
| Salir de Matos                     | 36,59 | 21,82 | 10,30 | 9,21  | 3,79 | 2,57 | 0,81 | 738      |
| Salir do Porto                     | 31,95 | 29,07 | 14,38 | 5,75  | 6,71 | 0,96 | 1,60 | 313      |
| Santa Catarina                     | 46,94 | 13,55 | 6,73  | 13,63 | 3,54 | 2,50 | 0,69 | 1 159    |
| São Gregório                       | 41,67 | 11,11 | 8,73  | 17,06 | 3,57 | 1,59 | 2,38 | 252      |
| Serra do Bouro                     | 47,64 | 23,61 | 9,01  | 8,15  | 2,58 | 0,86 | 0    | 233      |
| Tornada                            | 28,19 | 25,38 | 16,41 | 6,16  | 7,13 | 2,16 | 1,08 | 926      |
| Vidais                             | 51,71 | 18,29 | 6,59  | 10,00 | 1,95 | 0,49 | 0,24 | 410      |
| Caldas da Rainha                   | 36,36 | 20,98 | 12,29 | 9,99  | 6,13 | 1,95 | 1,00 | 15 307   |

### Castanheira de Pêra
| Partido                 | Partido                        | Votos | %               | +/-   |
| ----------------------- | ------------------------------ | ----- | --------------- | ----- |
|                         | Partido Socialista             | 467   | 39,38 / 100,00  | 19,58 |
|                         | Partido Social Democrata       | 346   | 29,17 / 100,00  | -     |
|                         | Bloco de Esquerda              | 100   | 8,43 / 100,00   | 6,80  |
|                         | Coligação Democrática Unitária | 61    | 5,14 / 100,00   | 1,65  |
|                         | Partido Popular                | 44    | 3,71 / 100,00   | -     |
|                         | PCTP/MRPP                      | 22    | 1,85 / 100,00   | 1,07  |
|                         | Outros                         | 28    | 2,36 / 100,00   |       |
| Votos Inválidos         | Votos Inválidos                | 118   | 9,95 / 100,00   | 5,37  |
| Total                   | Total                          | 1 186 | 100,00 / 100,00 |       |
| Eleitorado/Participação | Eleitorado/Participação        | 3 311 | 35,82 / 100,00  | 2,05  |

| Freguesia           | %     | %     | %    | %    | %    | %    | Votantes |
| Freguesia           | PS    | PSD   | BE   | CDU  | PP   | PCTP | Votantes |
| ------------------- | ----- | ----- | ---- | ---- | ---- | ---- | -------- |
| Castanheira de Pera | 40,72 | 27,03 | 8,83 | 5,41 | 3,78 | 1,89 | 1 110    |
| Coentral            | 19,74 | 60,53 | 2,63 | 1,32 | 2,63 | 1,32 | 76       |
| Castanheira de Pera | 39,38 | 29,17 | 8,43 | 5,14 | 3,71 | 1,85 | 1 186    |

### Figueiró dos Vinhos
| Partido                 | Partido                        | Votos | %               | +/-   |
| ----------------------- | ------------------------------ | ----- | --------------- | ----- |
|                         | Partido Social Democrata       | 1 467 | 52,02 / 100,00  | -     |
|                         | Partido Socialista             | 679   | 24,08 / 100,00  | 22,13 |
|                         | Partido Popular                | 172   | 6,10 / 100,00   | -     |
|                         | Bloco de Esquerda              | 134   | 4,75 / 100,00   | 3,30  |
|                         | Coligação Democrática Unitária | 83    | 2,94 / 100,00   | 1,69  |
|                         | Outros                         | 86    | 3,05 / 100,00   |       |
| Votos Inválidos         | Votos Inválidos                | 199   | 7,06 / 100,00   | 2,36  |
| Total                   | Total                          | 2 820 | 100,00 / 100,00 |       |
| Eleitorado/Participação | Eleitorado/Participação        | 6 674 | 42,25 / 100,00  | 3,03  |

| Freguesia           | %     | %     | %    | %    | %    | Votantes |
| Freguesia           | PSD   | PS    | PP   | BE   | CDU  | Votantes |
| ------------------- | ----- | ----- | ---- | ---- | ---- | -------- |
| Aguda               | 55,69 | 19,48 | 6,21 | 3,62 | 2,59 | 580      |
| Arega               | 58,96 | 21,09 | 6,12 | 3,40 | 2,72 | 441      |
| Bairradas           | 49,59 | 29,10 | 4,92 | 2,87 | 2,87 | 244      |
| Campelo             | 40,91 | 41,67 | 3,79 | 5,30 | 1,52 | 132      |
| Figueiró dos Vinhos | 49,82 | 24,39 | 6,47 | 5,90 | 3,30 | 1 423    |
| Figueiró dos Vinhos | 52,02 | 24,08 | 6,10 | 4,75 | 2,94 | 2 820    |

### Leiria
| Partido                 | Partido                        | Votos   | %               | +/-   |
| ----------------------- | ------------------------------ | ------- | --------------- | ----- |
|                         | Partido Social Democrata       | 16 870  | 38,78 / 100,00  | -     |
|                         | Partido Socialista             | 7 796   | 17,92 / 100,00  | 13,85 |
|                         | Partido Popular                | 5 205   | 11,96 / 100,00  | -     |
|                         | Bloco de Esquerda              | 4 717   | 10,84 / 100,00  | 6,00  |
|                         | Coligação Democrática Unitária | 1 709   | 3,93 / 100,00   | 1,11  |
|                         | Movimento Esperança Portugal   | 925     | 2,13 / 100,00   | Novo  |
|                         | Outros                         | 1 560   | 3,58 / 100,00   |       |
| Votos Inválidos         | Votos Inválidos                | 4 724   | 10,86 / 100,00  | 4,79  |
| Total                   | Total                          | 43 506  | 100,00 / 100,00 |       |
| Eleitorado/Participação | Eleitorado/Participação        | 111 636 | 38,97 / 100,00  | 1,07  |

| Freguesia               | %     | %     | %     | %     | %    | %    | Votantes |
| Freguesia               | PSD   | PS    | CDS   | BE    | CDU  | MEP  | Votantes |
| ----------------------- | ----- | ----- | ----- | ----- | ---- | ---- | -------- |
| Amor                    | 27,91 | 18,79 | 15,91 | 12,96 | 4,73 | 2,33 | 1 458    |
| Arrabal                 | 41,55 | 13,70 | 16,90 | 8,81  | 3,02 | 2,40 | 1 124    |
| Azoia                   | 36,96 | 21,34 | 11,33 | 11,77 | 3,63 | 1,43 | 909      |
| Bajouca                 | 62,91 | 5,87  | 9,69  | 4,85  | 1,21 | 1,86 | 1 073    |
| Barosa                  | 31,48 | 21,24 | 13,08 | 14,25 | 3,63 | 1,17 | 772      |
| Barreira                | 41,03 | 18,85 | 11,54 | 9,13  | 2,94 | 2,19 | 1 326    |
| Bidoeira de Cima        | 62,78 | 5,06  | 11,15 | 4,54  | 2,08 | 1,17 | 771      |
| Boa Vista               | 42,64 | 15,55 | 15,05 | 7,69  | 3,51 | 1,51 | 598      |
| Caranguejeira           | 55,71 | 8,17  | 14,73 | 5,62  | 1,56 | 1,23 | 2 118    |
| Carreira                | 28,43 | 25,98 | 11,27 | 9,07  | 5,15 | 1,23 | 408      |
| Carvide                 | 34,80 | 20,94 | 11,39 | 10,47 | 3,58 | 1,29 | 1 089    |
| Chainça                 | 56,45 | 9,41  | 14,52 | 4,03  | 2,15 | 1,61 | 372      |
| Coimbrão                | 33,33 | 23,90 | 8,29  | 9,76  | 4,55 | 2,11 | 615      |
| Colmeias                | 51,31 | 13,02 | 15,12 | 6,38  | 2,36 | 1,49 | 1 144    |
| Cortes                  | 30,89 | 26,74 | 11,21 | 10,59 | 3,00 | 3,18 | 1 133    |
| Leiria                  | 34,86 | 19,79 | 10,53 | 10,53 | 5,06 | 3,15 | 5 433    |
| Maceira                 | 28,87 | 24,46 | 10,62 | 11,39 | 5,70 | 2,21 | 3 353    |
| Marrazes                | 30,43 | 22,01 | 9,36  | 15,22 | 6,18 | 2,53 | 5 853    |
| Memória                 | 56,21 | 13,56 | 10,73 | 5,65  | 2,54 | 1,13 | 354      |
| Milagres                | 42,64 | 15,43 | 11,90 | 7,77  | 3,42 | 1,53 | 849      |
| Monte Real              | 30,60 | 21,87 | 9,86  | 13,66 | 4,72 | 2,46 | 974      |
| Monte Redondo           | 39,75 | 14,14 | 16,70 | 6,67  | 3,99 | 1,62 | 1 605    |
| Ortigosa                | 39,97 | 12,39 | 18,58 | 6,78  | 2,06 | 1,18 | 678      |
| Parceiros               | 31,44 | 24,66 | 9,59  | 14,68 | 4,04 | 1,76 | 1 533    |
| Pousos                  | 32,46 | 20,73 | 9,80  | 16,09 | 4,14 | 2,61 | 2 754    |
| Regueira de Pontes      | 31,78 | 21,54 | 15,69 | 8,24  | 3,86 | 1,86 | 752      |
| Santa Catarina da Serra | 59,08 | 7,05  | 12,97 | 3,53  | 1,40 | 1,50 | 1 928    |
| Santa Eufémia           | 53,85 | 9,21  | 15,52 | 5,01  | 1,50 | 2,20 | 999      |
| Souto da Carpalhosa     | 47,62 | 13,00 | 14,63 | 5,55  | 1,70 | 1,89 | 1 531    |
| Leiria                  | 38,78 | 17,92 | 11,96 | 10,84 | 3,93 | 2,13 | 43 506   |

### Marinha Grande
| Partido                 | Partido                        | Votos  | %               | +/-   |
| ----------------------- | ------------------------------ | ------ | --------------- | ----- |
|                         | Partido Socialista             | 3 002  | 25,50 / 100,00  | 19,13 |
|                         | Coligação Democrática Unitária | 2 528  | 21,47 / 100,00  | 0,38  |
|                         | Partido Social Democrata       | 2 089  | 17,74 / 100,00  | -     |
|                         | Bloco de Esquerda              | 1 900  | 16,14 / 100,00  | 9,57  |
|                         | Partido Popular                | 562    | 4,77 / 100,00   | -     |
|                         | PCTP/MRPP                      | 175    | 1,49 / 100,00   | 0,35  |
|                         | Movimento Esperança Portugal   | 144    | 1,22 / 100,00   | Novo  |
|                         | Outros                         | 306    | 2,61 / 100,00   |       |
| Votos Inválidos         | Votos Inválidos                | 1 068  | 9,07 / 100,00   | 4,69  |
| Total                   | Total                          | 11 774 | 100,00 / 100,00 |       |
| Eleitorado/Participação | Eleitorado/Participação        | 32 667 | 36,04 / 100,00  | 2,74  |

| Freguesia        | %     | %     | %     | %     | %    | %    | %    | Votantes |
| Freguesia        | PS    | CDU   | PSD   | BE    | PP   | PCTP | MEP  | Votantes |
| ---------------- | ----- | ----- | ----- | ----- | ---- | ---- | ---- | -------- |
| Marinha Grande   | 24,62 | 23,11 | 17,09 | 16,13 | 4,84 | 1,50 | 1,27 | 9 403    |
| Moita            | 37,15 | 19,04 | 16,27 | 11,83 | 3,51 | 1,48 | 1,11 | 541      |
| Vieira de Leiria | 26,56 | 13,77 | 21,53 | 17,43 | 4,81 | 1,42 | 1,04 | 1 830    |
| Marinha Grande   | 25,50 | 21,47 | 17,74 | 16,14 | 4,77 | 1,49 | 1,22 | 11 774   |

### Nazaré
| Partido                 | Partido                        | Votos  | %               | +/-   |
| ----------------------- | ------------------------------ | ------ | --------------- | ----- |
|                         | Partido Socialista             | 1 130  | 27,87 / 100,00  | 24,04 |
|                         | Partido Social Democrata       | 1 095  | 27,01 / 100,00  | -     |
|                         | Bloco de Esquerda              | 595    | 14,68 / 100,00  | 8,51  |
|                         | Coligação Democrática Unitária | 387    | 9,55 / 100,00   | 2,46  |
|                         | Partido Popular                | 260    | 6,41 / 100,00   | -     |
|                         | Movimento Esperança Portugal   | 55     | 1,36 / 100,00   | Novo  |
|                         | PCTP/MRPP                      | 55     | 1,36 / 100,00   | 0,59  |
|                         | Outros                         | 99     | 2,45 / 100,00   |       |
| Votos Inválidos         | Votos Inválidos                | 378    | 9,32 / 100,00   | 5,69  |
| Total                   | Total                          | 4 054  | 100,00 / 100,00 |       |
| Eleitorado/Participação | Eleitorado/Participação        | 14 626 | 27,72 / 100,00  | 3,51  |

| Freguesia         | %     | %     | %     | %     | %    | %    | %    | Votantes |
| Freguesia         | PS    | PSD   | BE    | CDU   | PP   | MEP  | PCTP | Votantes |
| ----------------- | ----- | ----- | ----- | ----- | ---- | ---- | ---- | -------- |
| Famalicão         | 25,22 | 30,30 | 13,66 | 3,68  | 8,41 | 1,75 | 1,58 | 571      |
| Nazaré            | 30,80 | 27,16 | 14,71 | 8,89  | 6,50 | 0,80 | 1,09 | 2 386    |
| Valado dos Frades | 22,88 | 24,98 | 15,13 | 14,04 | 5,20 | 2,37 | 1,82 | 1 097    |
| Nazaré            | 27,87 | 27,01 | 14,68 | 9,55  | 6,41 | 1,36 | 1,36 | 4 054    |

### Óbidos
| Partido                 | Partido                        | Votos  | %               | +/-   |
| ----------------------- | ------------------------------ | ------ | --------------- | ----- |
|                         | Partido Social Democrata       | 1 164  | 33,23 / 100,00  | -     |
|                         | Partido Socialista             | 930    | 26,55 / 100,00  | 20,76 |
|                         | Bloco de Esquerda              | 353    | 10,08 / 100,00  | 6,62  |
|                         | Partido Popular                | 277    | 7,91 / 100,00   | -     |
|                         | Coligação Democrática Unitária | 266    | 7,59 / 100,00   | 2,84  |
|                         | Movimento Esperança Portugal   | 63     | 1,80 / 100,00   | Novo  |
|                         | Outros                         | 124    | 3,54 / 100,00   |       |
| Votos Inválidos         | Votos Inválidos                | 326    | 9,31 / 100,00   | 5,60  |
| Total                   | Total                          | 3 503  | 100,00 / 100,00 |       |
| Eleitorado/Participação | Eleitorado/Participação        | 10 684 | 32,79 / 100,00  | 0,73  |

| Freguesia            | %     | %     | %     | %     | %     | %    | Votantes |
| Freguesia            | PSD   | PS    | BE    | PP    | CDU   | MEP  | Votantes |
| -------------------- | ----- | ----- | ----- | ----- | ----- | ---- | -------- |
| A-dos-Negros         | 27,48 | 34,25 | 10,15 | 6,55  | 7,82  | 0,85 | 473      |
| Amoreira             | 37,74 | 25,48 | 6,77  | 9,03  | 4,19  | 2,26 | 310      |
| Gaeiras              | 27,21 | 29,27 | 12,58 | 7,06  | 8,09  | 2,31 | 779      |
| Óbidos (Santa Maria) | 33,48 | 25,87 | 10,43 | 5,87  | 10,43 | 1,52 | 460      |
| Óbidos (São Pedro)   | 26,95 | 23,88 | 13,48 | 10,40 | 7,80  | 2,84 | 423      |
| Olho Marinho         | 32,30 | 24,72 | 9,27  | 6,18  | 10,67 | 2,25 | 356      |
| Sobral da Lagoa      | 34,09 | 31,06 | 10,61 | 6,82  | 8,33  | 0,76 | 132      |
| Usseira              | 54,05 | 15,88 | 3,72  | 12,50 | 3,04  | 1,69 | 296      |
| Vau                  | 42,70 | 23,72 | 8,39  | 8,76  | 5,11  | 0,36 | 274      |
| Óbidos               | 33,23 | 26,55 | 10,08 | 7,91  | 7,59  | 1,80 | 3 503    |

### Pedrógão Grande
| Partido                 | Partido                        | Votos | %               | +/-   |
| ----------------------- | ------------------------------ | ----- | --------------- | ----- |
|                         | Partido Social Democrata       | 851   | 56,02 / 100,00  | -     |
|                         | Partido Socialista             | 268   | 17,64 / 100,00  | 12,89 |
|                         | Partido Popular                | 81    | 5,33 / 100,00   | -     |
|                         | Bloco de Esquerda              | 80    | 5,27 / 100,00   | 3,82  |
|                         | Coligação Democrática Unitária | 47    | 3,09 / 100,00   | 2,30  |
|                         | Outros                         | 63    | 4,13 / 100,00   |       |
| Votos Inválidos         | Votos Inválidos                | 129   | 8,49 / 100,00   | 2,45  |
| Total                   | Total                          | 1 519 | 100,00 / 100,00 |       |
| Eleitorado/Participação | Eleitorado/Participação        | 3 965 | 38,31 / 100,00  | 2,51  |

| Freguesia       | %     | %     | %    | %    | %    | Votantes |
| Freguesia       | PSD   | PS    | PP   | BE   | CDU  | Votantes |
| --------------- | ----- | ----- | ---- | ---- | ---- | -------- |
| Graça           | 71,67 | 11,94 | 2,50 | 3,61 | 2,78 | 360      |
| Pedrógão Grande | 49,77 | 20,20 | 6,77 | 5,42 | 3,50 | 886      |
| Vila Facaia     | 55,68 | 16,85 | 4,40 | 6,96 | 2,20 | 273      |
| Pedrógão Grande | 56,02 | 17,64 | 5,33 | 5,27 | 3,09 | 1 519    |

### Peniche
| Partido                 | Partido                        | Votos  | %               | +/-   |
| ----------------------- | ------------------------------ | ------ | --------------- | ----- |
|                         | Partido Social Democrata       | 2 216  | 29,59 / 100,00  | -     |
|                         | Partido Socialista             | 1 801  | 24,05 / 100,00  | 21,15 |
|                         | Coligação Democrática Unitária | 1 076  | 14,37 / 100,00  | 3,62  |
|                         | Bloco de Esquerda              | 772    | 10,31 / 100,00  | 5,94  |
|                         | Partido Popular                | 535    | 7,14 / 100,00   | -     |
|                         | Movimento Esperança Portugal   | 138    | 1,84 / 100,00   | Novo  |
|                         | PCTP/MRPP                      | 119    | 1,59 / 100,00   | 0,14  |
|                         | Outros                         | 188    | 2,50 / 100,00   |       |
| Votos Inválidos         | Votos Inválidos                | 645    | 8,62 / 100,00   | 3,93  |
| Total                   | Total                          | 7 490  | 100,00 / 100,00 |       |
| Eleitorado/Participação | Eleitorado/Participação        | 25 532 | 29,34 / 100,00  | 2,27  |

| Freguesia           | %     | %     | %     | %     | %    | %    | %    | Votantes |
| Freguesia           | PSD   | PS    | CDU   | BE    | PP   | MEP  | PCTP | Votantes |
| ------------------- | ----- | ----- | ----- | ----- | ---- | ---- | ---- | -------- |
| Atouguia da Baleia  | 37,00 | 21,45 | 7,93  | 9,41  | 8,74 | 1,90 | 1,01 | 2 573    |
| Ferrel              | 28,79 | 29,86 | 11,79 | 8,73  | 6,43 | 1,23 | 1,38 | 653      |
| Peniche (Ajuda)     | 24,72 | 22,34 | 20,91 | 11,52 | 6,72 | 1,68 | 2,32 | 2 023    |
| Peniche (Conceição) | 24,22 | 27,16 | 15,60 | 12,76 | 5,86 | 2,93 | 1,38 | 1 160    |
| Peniche (São Pedro) | 30,28 | 24,46 | 16,81 | 10,32 | 6,49 | 1,33 | 2,16 | 601      |
| Serra d'El-Rei      | 23,54 | 29,17 | 18,75 | 6,25  | 5,21 | 1,04 | 1,67 | 480      |
| Peniche             | 29,59 | 24,05 | 14,37 | 10,31 | 7,14 | 1,84 | 1,59 | 7 490    |

### Pombal
| Partido                 | Partido                        | Votos  | %               | +/-   |
| ----------------------- | ------------------------------ | ------ | --------------- | ----- |
|                         | Partido Social Democrata       | 7 473  | 47,96 / 100,00  | -     |
|                         | Partido Socialista             | 2 920  | 18,74 / 100,00  | 13,06 |
|                         | Bloco de Esquerda              | 1 301  | 8,35 / 100,00   | 5,02  |
|                         | Partido Popular                | 1 223  | 7,85 / 100,00   | -     |
|                         | Coligação Democrática Unitária | 503    | 3,23 / 100,00   | 1,50  |
|                         | Movimento Esperança Portugal   | 198    | 1,27 / 100,00   | Novo  |
|                         | Outros                         | 474    | 3,04 / 100,00   |       |
| Votos Inválidos         | Votos Inválidos                | 1 490  | 9,56 / 100,00   | 4,60  |
| Total                   | Total                          | 15 582 | 100,00 / 100,00 |       |
| Eleitorado/Participação | Eleitorado/Participação        | 55 768 | 27,94 / 100,00  | 1,21  |

| Freguesia           | %     | %     | %     | %     | %    | %    | Votantes |
| Freguesia           | PSD   | PS    | BE    | PP    | CDU  | MEP  | Votantes |
| ------------------- | ----- | ----- | ----- | ----- | ---- | ---- | -------- |
| Abiul               | 65,50 | 9,78  | 6,56  | 9,08  | 2,23 | 0,28 | 716      |
| Albergaria dos Doze | 48,31 | 17,01 | 9,31  | 7,38  | 3,37 | 1,44 | 623      |
| Almagreira          | 53,12 | 19,09 | 6,49  | 8,81  | 1,59 | 1,84 | 817      |
| Carnide             | 71,32 | 7,84  | 3,44  | 6,88  | 0,76 | 0,76 | 523      |
| Carriço             | 47,51 | 19,82 | 5,61  | 7,60  | 3,17 | 0,90 | 1 105    |
| Guia                | 47,89 | 23,77 | 7,31  | 5,83  | 1,26 | 1,37 | 875      |
| Ilha                | 68,40 | 6,43  | 3,97  | 6,43  | 1,50 | 1,64 | 731      |
| Louriçal            | 44,79 | 19,38 | 9,25  | 6,68  | 3,74 | 1,47 | 1 362    |
| Mata Mourisca       | 60,18 | 12,97 | 5,23  | 7,57  | 1,98 | 0,90 | 555      |
| Meirinhas           | 62,46 | 8,02  | 5,97  | 11,60 | 1,71 | 0,68 | 586      |
| Pelariga            | 42,70 | 24,02 | 8,36  | 6,58  | 2,85 | 0,89 | 562      |
| Pombal              | 36,26 | 23,17 | 12,07 | 7,99  | 4,68 | 1,57 | 4 018    |
| Redinha             | 38,46 | 27,11 | 8,24  | 8,42  | 3,85 | 1,28 | 546      |
| Santiago de Litém   | 42,99 | 22,12 | 8,72  | 9,19  | 4,36 | 1,25 | 642      |
| São Simão de Litém  | 52,53 | 17,93 | 6,54  | 10,34 | 2,74 | 1,90 | 474      |
| Vermoil             | 49,56 | 17,32 | 7,73  | 8,06  | 3,59 | 0,87 | 918      |
| Vila Cã             | 48,20 | 17,01 | 8,51  | 6,62  | 3,97 | 0,95 | 529      |
| Pombal              | 47,96 | 18,74 | 8,35  | 7,85  | 3,23 | 1,27 | 15 582   |

### Porto de Mós
| Partido                 | Partido                        | Votos  | %               | +/-   |
| ----------------------- | ------------------------------ | ------ | --------------- | ----- |
|                         | Partido Social Democrata       | 3 447  | 39,58 / 100,00  | -     |
|                         | Partido Socialista             | 1 702  | 19,54 / 100,00  | 15,53 |
|                         | Partido Popular                | 927    | 10,64 / 100,00  | -     |
|                         | Bloco de Esquerda              | 828    | 9,51 / 100,00   | 6,13  |
|                         | Coligação Democrática Unitária | 373    | 4,28 / 100,00   | 1,81  |
|                         | Movimento Esperança Portugal   | 134    | 1,54 / 100,00   | Novo  |
|                         | PCTP/MRPP                      | 87     | 1,00 / 100,00   | 0,37  |
|                         | Outros                         | 285    | 3,27 / 100,00   |       |
| Votos Inválidos         | Votos Inválidos                | 926    | 10,63 / 100,00  | 4,33  |
| Total                   | Total                          | 8 709  | 100,00 / 100,00 |       |
| Eleitorado/Participação | Eleitorado/Participação        | 21 745 | 40,05 / 100,00  | 0,41  |

| Freguesia                       | %     | %     | %     | %     | %    | %    | %    | Votantes |
| Freguesia                       | PSD   | PS    | PP    | BE    | CDU  | MEP  | PCTP | Votantes |
| ------------------------------- | ----- | ----- | ----- | ----- | ---- | ---- | ---- | -------- |
| Alcaria                         | 59,49 | 6,33  | 12,66 | 4,43  | 2,53 | 1,90 | 0    | 158      |
| Alqueidão da Serra              | 38,15 | 20,45 | 6,36  | 13,47 | 4,99 | 1,75 | 0,87 | 802      |
| Alvados                         | 58,76 | 8,03  | 10,22 | 4,01  | 0    | 2,55 | 0,73 | 274      |
| Arrimal                         | 53,32 | 9,28  | 11,41 | 5,57  | 2,65 | 0,80 | 0,80 | 377      |
| Calvaria de Cima                | 32,22 | 22,93 | 11,76 | 10,16 | 5,95 | 1,02 | 1,02 | 689      |
| Juncal                          | 36,40 | 22,55 | 11,62 | 8,69  | 4,22 | 1,72 | 1,46 | 1 162    |
| Mendiga                         | 42,65 | 21,90 | 14,12 | 4,32  | 3,46 | 0,58 | 0,86 | 347      |
| Mira de Aire                    | 29,33 | 26,15 | 9,54  | 12,72 | 5,30 | 2,40 | 1,20 | 1 415    |
| Pedreiras                       | 42,00 | 17,63 | 10,63 | 8,13  | 3,75 | 1,88 | 1,38 | 800      |
| Porto de Mós (São João Batista) | 37,71 | 18,91 | 10,58 | 9,62  | 4,70 | 1,82 | 1,07 | 936      |
| Porto de Mós (São Pedro)        | 36,51 | 21,99 | 10,48 | 12,03 | 4,77 | 1,24 | 0,73 | 964      |
| São Bento                       | 66,21 | 5,18  | 15,26 | 2,18  | 2,18 | 0    | 0,54 | 367      |
| Serro Ventoso                   | 46,17 | 13,40 | 10,53 | 8,61  | 3,35 | 0    | 0,24 | 418      |
| Porto de Mós                    | 39,58 | 19,54 | 10,64 | 9,51  | 4,28 | 1,54 | 1,00 | 8 709    |